# Igor Paixão
Pour les articles homonymes, voir Paixão.
Igor Guilherme Barbosa da Paixão dit Igor Paixão, né le 28 juin 2000 à Macapá au Brésil, est un footballeur brésilien qui évolue au poste d'ailier gauche à l'Olympique de Marseille.

## Biographie

### Carrière en club

#### Coritiba FC (2019-2022)
Né à Macapá au Brésil, Igor Paixão est formé par le Coritiba FC qu'il rejoint en 2014 à l'âge de 14 ans. Le 26 octobre 2018, il signe son premier contrat professionnel avec Coritiba. Paixão joue son premier match en professionnel le 12 juin 2019, lors d'une rencontre de championnat contre le Guarani FC. Il entre en jeu à la place de Juan Alano (en) et son équipe s'impose par un but à zéro.

#### Londrina EC (2020)
Le 19 janvier 2020, il est prêté au Londrina EC, club évoluant en troisième division brésilienne. Il inscrit son premier but lors d'une défaite contre le Tombense Futebol Clube le 27 septembre 2020 (2-1 score final). Cette saison-là il participe à la montée du club en deuxième division avant de faire son retour à Coritiba.
Le 7 février 2022, Igor Paixão prolonge son contrat avec le Coritiba FC jusqu'en décembre 2024.

#### Feyenoord Rotterdam (2022-2025)
Le 17 août 2022, Igor Paixão rejoint les Pays-Bas afin de s'engager en faveur du Feyenoord Rotterdam. Il signe un contrat courant jusqu'en juin 2027.
Paixão réalise son premier doublé pour Feyenoord le 9 avril 2023, à l'occasion d'une rencontre de championnat face au RKC Waalwijk. Titularisé ce jour-là, il participe à la large victoire de son équipe par cinq buts à un,.
Il est sacré champion des Pays-Bas lors de la saison 2022-2023.
Paixão remporte la Coupe des Pays-Bas 2023-2024 avec Feyenoord, étant titulaire ors de la finale qui a lieu le 21 avril 2024, face au NEC Nimègue. Son équipe s'impose sur le score de un but à zéro ce jour-là et il est le héros du match en étant l'auteur du seul but de la partie,.

#### Olympique de Marseille (depuis 2025)
Le 1er août 2025, Igor Paixão rejoint l'Olympique de Marseille pour un contrat de cinq ans. Le coût du transfert est estimé à 35 millions d'euros, faisant du joueur, la recrue la plus chère de l'histoire du club phocéen.

## Statistiques

### En club
| Saison                | Club                   | Championnat           | Championnat | Championnat | Championnat | Coupe(s) nationale(s) | Coupe(s) nationale(s) | Coupe(s) nationale(s) | Supercoupe | Supercoupe | Supercoupe | Compétition(s) continentale(s) | Compétition(s) continentale(s) | Compétition(s) continentale(s) | Compétition(s) continentale(s) | Paranaense A1 | Paranaense A1 | Paranaense A1 | Total | Total | Total |
| Saison                | Club                   | Division              | M.          | B.          | P.d.        | M.                    | B.                    | P.d.                  | M.         | B.         | P.d.       | Comp.                          | M.                             | B.                             | P.d.                           | M.            | B.            | P.d.          | M.    | B.    | P.d.  |
| 2019                  | Coritiba FC            | Série B               | 6           | 0           | 0           | -                     | -                     | -                     | -          | -          | -          | -                              | -                              | -                              | -                              | 5             | 0             | 0             | 11    | 0     | 0     |
| 2021                  | Coritiba FC            | Série B               | 34          | 7           | 5           | 3                     | 0                     | 0                     | -          | -          | -          | -                              | -                              | -                              | -                              | 10            | 3             | 0             | 47    | 10    | 5     |
| 2022                  | Coritiba FC            | Série A               | 18          | 4           | 4           | 3                     | 0                     | 0                     | -          | -          | -          | -                              | -                              | -                              | -                              | 16            | 7             | 4             | 37    | 11    | 8     |
| Sous-total            | Sous-total             | Sous-total            | 58          | 11          | 9           | 6                     | 0                     | 0                     | -          | -          | -          | -                              | -                              | -                              | -                              | 31            | 10            | 4             | 95    | 21    | 13    |
| 2020                  | Londrina EC (prêt)     | Série C               | 20          | 3           | 0           | 1                     | 0                     | 0                     | -          | -          | -          | -                              | -                              | -                              | -                              | 10            | 1             | 0             | 31    | 4     | 0     |
| 2022-2023             | Feyenoord Rotterdam    | Eredivisie            | 28          | 7           | 5           | 3                     | 1                     | 0                     | -          | -          | -          | C3                             | 6                              | 1                              | 1                              | -             | -             | -             | 37    | 9     | 6     |
| 2023-2024             | Feyenoord Rotterdam    | Eredivisie            | 31          | 9           | 3           | 5                     | 2                     | 0                     | 1          | 0          | 0          | C1+C3                          | 6+2                            | 0+1                            | 0                              | -             | -             | -             | 45    | 12    | 3     |
| 2024-2025             | Feyenoord Rotterdam    | Eredivisie            | 34          | 16          | 10          | 1                     | 0                     | 0                     | 1          | 0          | 0          | C1                             | 11                             | 2                              | 4                              | -             | -             | -             | 47    | 18    | 14    |
| Sous-total            | Sous-total             | Sous-total            | 93          | 32          | 18          | 9                     | 3                     | 0                     | 2          | 0          | 0          | -                              | 25                             | 4                              | 5                              | -             | -             | -             | 129   | 39    | 23    |
| 2025-2026             | Olympique de Marseille | Ligue 1               | -           | -           | -           | -                     | -                     | -                     | -          | -          | -          | C1                             | -                              | -                              | -                              | -             | -             | -             | 0     | 0     | 0     |
| Total sur la carrière | Total sur la carrière  | Total sur la carrière | 171         | 46          | 27          | 16                    | 3                     | 0                     | 2          | 0          | 0          | -                              | 25                             | 4                              | 5                              | 41            | 11            | 4             | 255   | 64    | 36    |

## Palmarès

### En club
| Coritiba FC (1)                                  | Feyenoord Rotterdam (3) |
| ------------------------------------------------ | --- |
| - Championnat du Paraná (1) : - Champion : 2022. | - Championnat des Pays-Bas (1) : - Champion : 2023. - Vice-champion : 2024. - Coupe des Pays-Bas (1) : - Vainqueur : 2024. - Supercoupe des Pays-Bas (1) : - Vainqueur : 2024. - Finaliste : 2023. |